# Gallia Sports d'Alger
Le Gallia Sports d'Alger, également connu sous le nom de Gallia sports algérois, GS Alger ou encore GSA, est un club algérien omnisports, fondé le 1908 et disparu en 1962,  basé dans la ville d'Alger.
Ses succès sportifs, notamment ceux de sa section football, en font un des clubs les plus populaires d'Algérie au temps de la colonisation française. Club de football le plus titré de la Ligue d'Alger, il remporte aussi à cinq reprises le Championnat d'Afrique du Nord, opposant les clubs champions d’Algérie française, du Maroc et de Tunisie, sur une période de 40 ans.

## Histoire
Le club est fondé par des colons européens d'Alger en mai 1908, ce qui en fait l'un des doyens de la ville. Le mot « Gallia », popularisé par les succès du Gallia Club à Paris, fait référence à la Gaule, les couleurs choisies sont donc le bleu, le rouge et le blanc. 
Il devient rapidement l'un des clubs les plus populaires d'Alger,. Du fait du contexte colonial de l’époque, le club reste officiellement amateur tout au long de son existence. 

## Section football
Maillots
La section la plus populaire du Gallia Sports d'Alger est celle du football. Après quelques premières années difficiles, le club remporte sous l’égide de l'USFSA le championnat du département d'Alger trois années d'affilée, en 1913, 1914 et 1915, ainsi que le championnat d'Afrique du Nord, réunissant les trois clubs champions régionaux d’Algérie ainsi que celui de Tunisie, en avril 1914. Il remporte un 4e titre départemental en 1919, alors que les compétitions reprennent après la Première Guerre mondiale. 
À la suite de la création de la Fédération française de football association en 1919, la compétition est reprise à partir de 1920-1921 par l'Union des Ligues nord-africaines de football, sous l'égide de la FFFA. La Division d'honneur de la Ligue d'Alger devient le plus haut échelon auquel le club peut prétendre dans le contexte de l'Algérie française. Le Gallia termine la première édition au 2e rang derrière le FC Blida, son principal rival de cette époque. L’équipe part cette année là en tournée en métropole, où elle surprend les observateurs en battant notamment le Club français,.  
Cependant le Gallia doit attendre 1928 pour remporter son premier titre « LAFA » d'Alger. Cette couronne lui permet de disputer pour la première fois le Championnat d'Afrique du Nord de l'ULNAF (la « Coupe Steeg »), qui oppose les clubs champions des Ligues d'Algérie, du Maroc et de Tunisie sous domination française. Il remporte en battant en finale et après prolongation le SC Bel-Abbès, champion d'Oranie, quadruple champion en titre (3-2). L’année suivante, le Gallia perd ses deux titres face au FC Blida.  

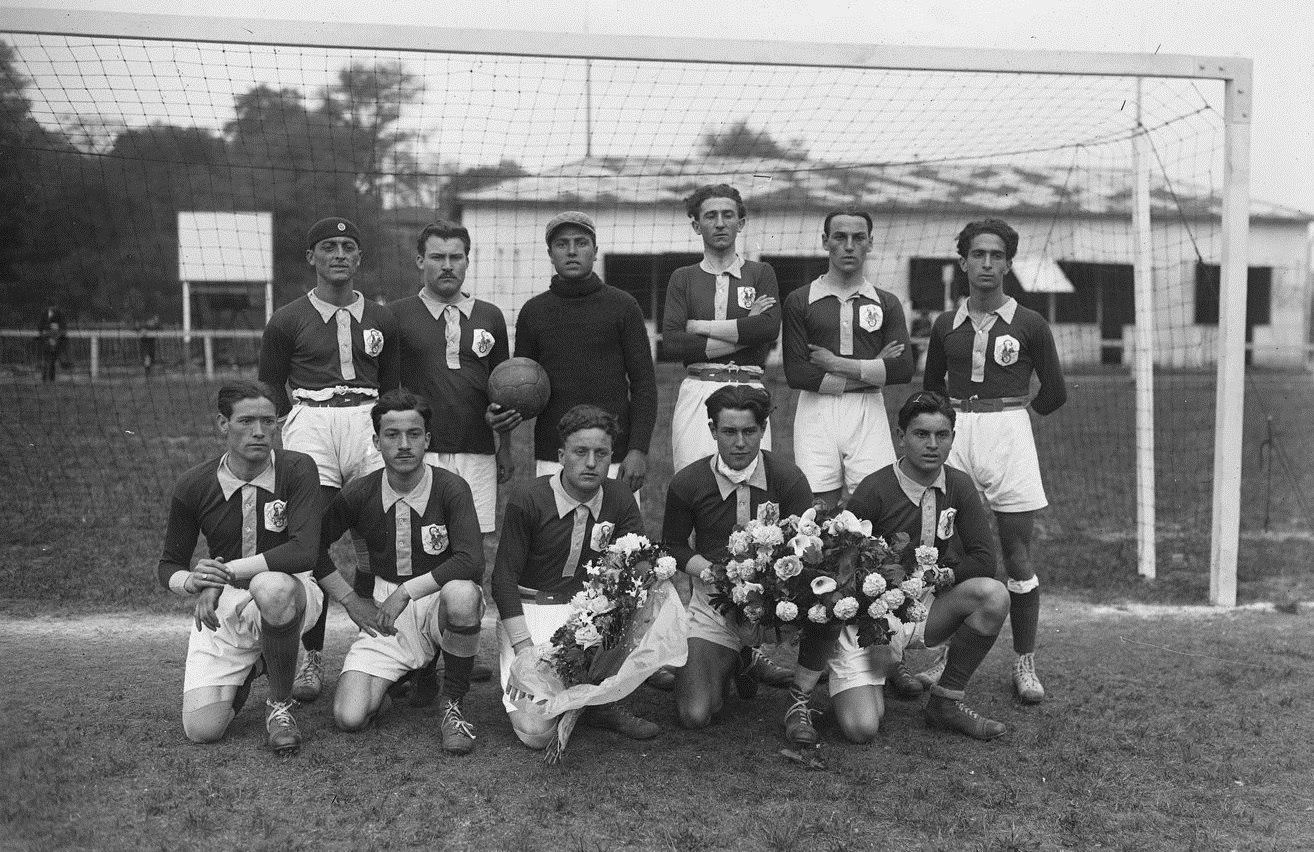
L'équipe de Gallia Sports d'Alger au Stade Bergeyre de Paris, le 19 mai 1921

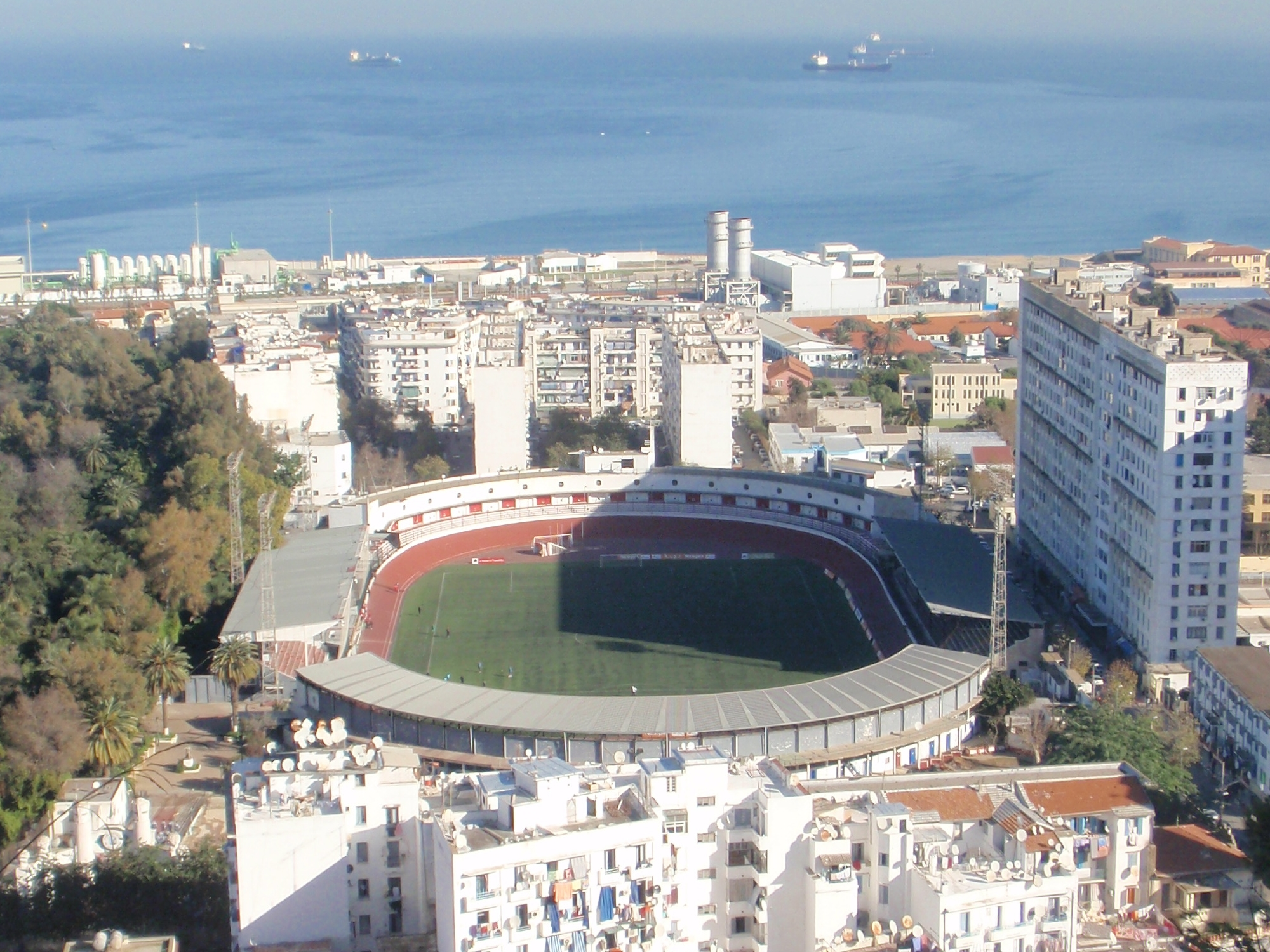
Vue de l'ancien stade municipal d'Alger (en 2013).

Le Gallia-Sports s'installe bientôt au Stade municipal d'Alger (aujourd'hui connu comme le Stade du 20-Août-1955), un vélodrome inauguré en 1930, qu'il va partager (notamment ?) avec le Racing universitaire d'Alger. La capacité du stade se monte à au moins 8 000 places, et les rencontres du Gallia rassemblent régulièrement des milliers de spectateurs,. 
En 1931 est organisée la première édition de la Coupe d'Afrique du Nord, une compétition à élimination directe qui n'est pas réservée aux clubs champions et qui deviendra particulièrement populaire. Le Gallia en atteint la finale, en écartant notamment l'US Marocaine, mais s'incline face au Club des Joyeusetés d'Oran (1-0). 
Ses performances en championnat d'Alger (qu'il remporte encore en 1937, 1941, 1947, 1951, 1954 et 1955) lui valent de disputer encore régulièrement les compétitions régionales d'Afrique du Nord les années suivantes. Le Gallia dispute et perd trois autres finales de la Coupe d'Afrique du Nord, en 1937, 1938 et 1955 (ainsi que des demi-finales en 1935, 1939, 1942 et 1958). La défaite de 1955 face au Sporting Club de Bel Abbès est particulièrement amère, les « Coqs  » prenant l'avantage en toute fin de match, avant d’être rejoints au score pendant les arrêts de jeu puis dépassés en fin de prolongation (5-2 a.p.). Le Gallia remporte cependant à trois autres reprises le Championnat d'Afrique du Nord, en 1937, 1947 et 1951. Il remporte également à quatre reprises la Coupe Forconi, qui oppose les différents clubs du département d'Alger en élimination directe.  
Sur cette période, ses principaux rivaux sont l'Association sportive saint-eugénoise (ASSE), qui remporte également de nombreuses fois le championnat d'Alger, et le Racing universitaire d'Alger, son plus proche voisin. 
Ces performances notables et durables, ainsi que sa popularité, permettent au Gallia Sports d'Alger de se faire connaître en France et en Europe. Il reçoit régulièrement des équipes européennes prestigieuses lors de matchs de gala, par exemple le « Rapid » de Prague en 1928, le Red Star en 1931, le FC Barcelone en 1932, les Italiens de Pro Vecelli en 1934, le Racing Club de Paris et l'AIK Stockholm en 1935, l'Olympique de Marseille en 1937 et 1955, l'AS Rome en 1949, le Stade de Reims en 1953 etc.  
En 1956, à la suite des indépendances du Maroc et de la Tunisie, les compétitions d'Afrique du Nord sont suspendues, et les clubs « musulmans » comme le Mouloudia Club d'Alger sont écartés des compétitions. Un « championnat d'Algérie CFA » est créé par la FFF, et les clubs algériens sont dorénavant autorisés à disputer la Coupe de France. Le Gallia remporte la première édition du championnat algérien qui va a son terme, en 1957-1958. La même saison, en Coupe de France, il élimine au 6e tour le CA Paris, club de D2, et affronte en 32e de finale le Stade rennais, club de première division et vainqueur écrasant au tour précédent du Racing universitaire d'Alger. Les Algérois obligent les Rennais à concéder un match nul (1-1). Un match d'appui est organisé, finalement perdu 1-0,.
En février 1957, un mois après le commencement de la bataille d'Alger, une bombe explose en tribune pendant un match du Gallia, faisant trois morts. 
Le Gallia est relégué du championnat CFA en Division d'honneur en 1960 mais remonte immédiatement. Au moment de l'interruption des compétitions en mars 1962, à l'issue de la guerre d'Algérie, il est encore en tête du championnat algérien, devenu depuis 1959 un groupe à part entière du Championnat de France amateur. Le club est dissous en 1962 avec l'indépendance de l'Algérie et le départ des colons européens.

## Section cross-country
Sacrée championne d'Afrique du Nord à de nombreuses reprises, la section cross-country du Gallia Sports d'Alger participe régulièrement au championnat de France en métropole.

## Parcours Section football

### Classement en championnat d'Alger par année
- 1920-21 : Division d'honneur, 2e
- 1921-22 : Division d'honneur, 3e
- 1922-23 : Division d'honneur, 3e
- 1923-24 : Division d'honneur, 5e
- 1924-25 : Division d'honneur, 5e
- 1925-26 : Division d'honneur, 3e
- 1926-27 : Division d'honneur, 5e
- 1927-28 : Division d'honneur, Champion
- 1928-29 : Division d'honneur, 2e
- 1929-30 : Division d'honneur, 4e
- 1930-31 : Division d'honneur, 6e
- 1931-32 : Division d'honneur, Champion
- 1932-33 : Division d'honneur, 6e
- 1933-34 : Division d'honneur, 5e
- 1934-35 : Division d'honneur, 7e
- 1935-36 : Division d'honneur, 2e
- 1936-37 : Division d'honneur, Champion
- 1937-38 : Division d'honneur, 2e
- 1938-39 : Division d'honneur, 2e
- 1939-40 : Division d'honneur, 3e
- 1940-41 : Division d'honneur, Champion
- 1941-42 : Division d'honneur, 5e
- 1942-43 : Division d'honneur, 6e
- 1943-44 : Division d'honneur, 5e
- 1944-45 : Division d'honneur, 8e
- 1945-46 : Division d'honneur, 5e
- 1946-47 : Division d'honneur, Champion
- 1947-48  : Division d'honneur, 4e
- 1948-49 : Division d'honneur, Champion
- 1949-50 : Division d'honneur, 3e
- 1950-51 : Division d'honneur, Champion
- 1951-52 : Division d'honneur, 11e
- 1952-53 : Première Division, Champion
- 1953-54 : Division d'honneur, Champion
- 1954-55 : Division d'honneur, Champion
- 1955-56 : Division d'honneur, 3e
- 1956-57 : Division d'honneur, e
- 1957-58 : Division d'honneur, e
- 1958-59 : Division d'honneur, e
- 1959-60 : CFA Algérie, 8e
- 1960-61 : Division d'Honneur, ?e
- 1961-62 : CFA Algérie, ?e Compétition arrêter

## Personnalités

### Section football
- Pierre Chesneau, premier Français d'Algérie sélectionné en équipe de France
- Émile Zermani, futur international français[35]
- Pierre Chayriguès, ancien international français, entraîneur dans les années 1930 et 1940
- Raoul Diagne, ancien international français, entraîneur de 1950 à 1952
- Marcel Salva, ancien international français, entraineur-joueur de 1952 à 1959[36],[37]

## Palmarès

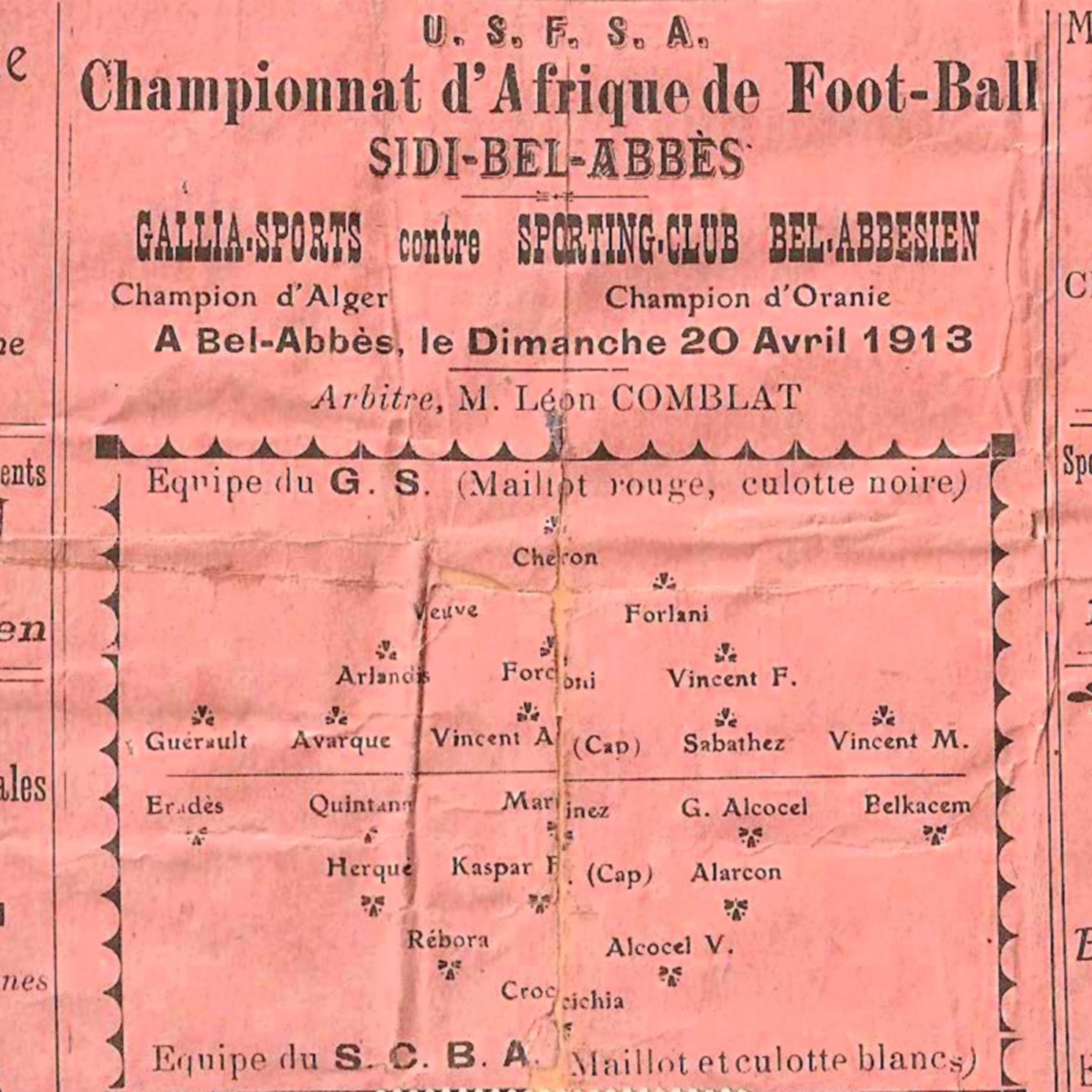
Affiche annonçant une rencontre du championnat d'Afrique du Nord en 1913.

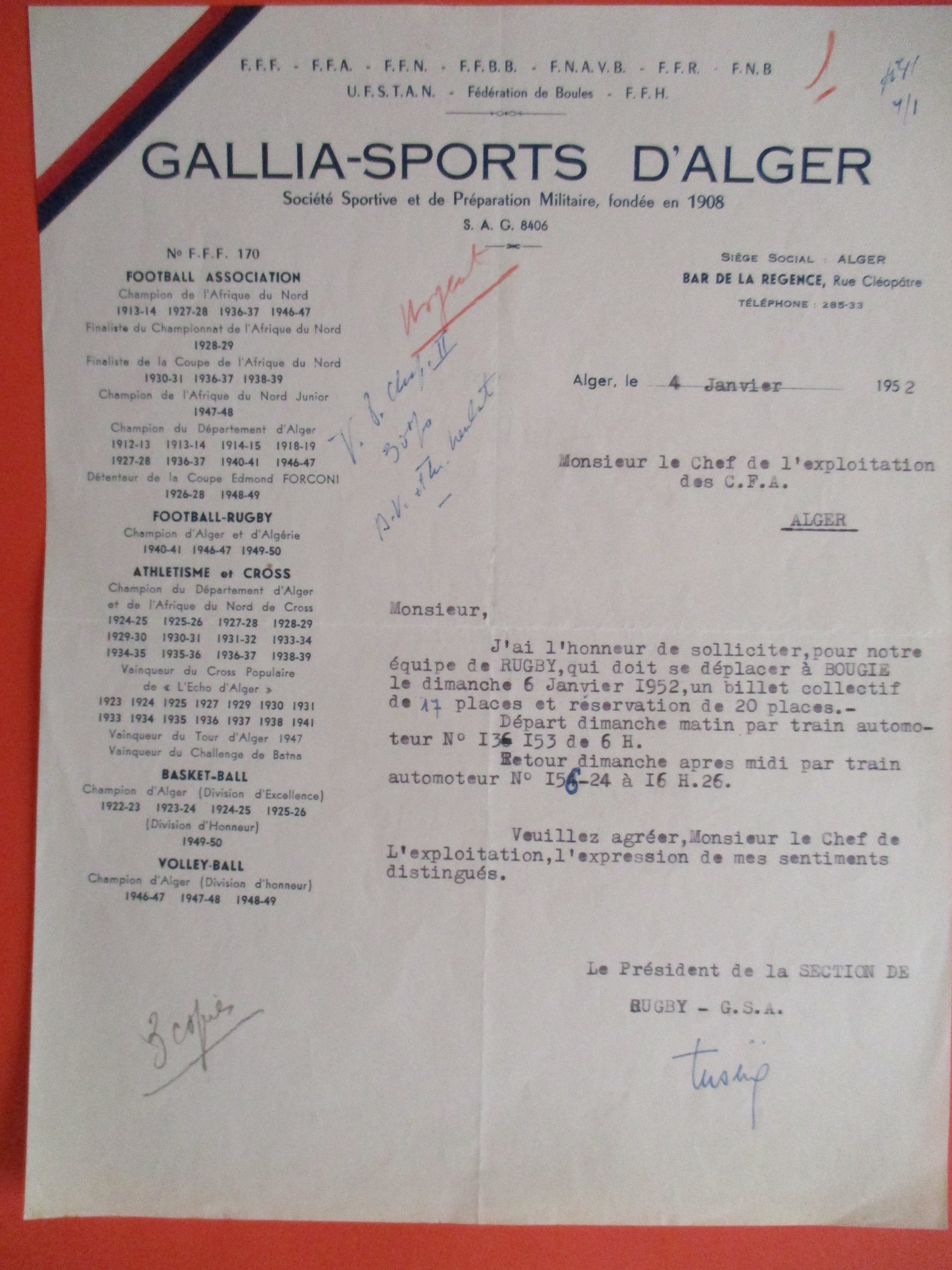
Courrier produit par le club en 1952.

### Section football
National
- Championnat d'Algérie (CFA) (1)[7] :
  - Champion : 1958

- Championnat d'Algérie (USFSA) (1) :
  - Vainqueur : 1914

- Coupe Edmond Forconi (4) :
  - Vainqueur : 1927, 1949, 1959, 1960
  - Finaliste : 1961

- Championnat d'Alger (13) : 
  - Champion : 1913, 1914, 1915, 1919, 1928, 1937, 1941, 1947, 1951, 1954, 1954, 1958, 1961

International
- Ligue des champions de l'ULNA (4) :
  - Champion : 1928, 1937, 1947, 1951
  - Finaliste : 1929

- Supercoupe de l'ULNA (1)
  - Vainqueur : 1937

- Ligue des champions de l'ULNA (Juniors) (1) :
  - Champion : 1948

- Coupe des coupes de l'ULNA[16] :
  - Finaliste : 1931, 1937, 1938, 1955

### Section athlétisme et Cross
- Champion du Département d'Alger et de l'Afrique du Nord de Cross (12) :
  - 1925, 1926, 1928, 1929, 1930, 1931, 1932, 1934, 1935, 1936, 1937[38], 1939.
- Vainqueur du Cross Populaire de l'Écho d'Alger[39] (14) :
  - 1923, 1924, 1925, 1927, 1929, 1930, 1931, 1933, 1934, 1935, 1936, 1937, 1938[40], 1941.
- Vainqueur du Tour d'Alger (1) :
  - 1947.

### Section basketball
- Champion d'Alger (Division d'Excellence) (4) :
  - 1923, 1924, 1925, 1926.
- Champion d'Alger (Division d'Honneur) (1) :
  - 1950.

### Section rugby
- Champion d'Alger et l'Algérie (3) : 
  - 1941, 1947, 1950.

### Section volley-ball
- Champion d'Alger (Division d'Honneur) (3) :
  - 1947, 1948, 1949.